# Цимбал
Цимбал је жичани музички инструмент тела (корпуса) трапезног облика са жицама разапетим на врху, који се свира ударањем по жицама дрвеним батићима.

## Опште карактеристике
Као и цитра, цимбал се развио из псалтеријума, па су разумљиве извесне опште сличности са њом: плитак, четвороугласт корпус, са низом жица разапетих попречно у односу на свирача. Међутим, разлике су битније: корпус је знатно већих димензија (око 135 цм на предњој и 92 цм на задњој страни - дакле, трапезног облика) па има и сопствене ноге; такође, број жица је много већи, оне обухватају тонски распон од Е до  е3  хроматски, и уз то су штимоване најчешће по три или четири на исти тон; хватннка нема, па је интонација фиксирана штимовањем; жице се не трзају, већ ударају, дрвеним батићима, чије главице су с једне стране обложене филцом, па могу да врше, по вољи, тврђи или мекши удар.

## Звучне карактеристике
Начин произвођења звука - ударом, затим величина резонатора, те велик број и дужина жица, разлог су да је цимбал доста звучан инструмент. Карактеристично је за њега знатно сливање звука - као код харфе, само у још већој мери - јер су жице, доскора, пригушиване само руком (подлактицом), што није увек довољно ефикасно, нити је у свакој прилици могуће, пошто су руке већ заузете. ударањем жица, држећи каткад и по две палице у једној руци. Зато је код новијих, модерних цимбала постављен систем пригушивача, који се регулише једном педалом; сливање звука је, разуме се, и ту могуће према потреби, а то омогућава звучно богате разложене акорде кроз читав распон инструмента, који се на цимбалу веома често и радо користе. Такође је за овај инструмент карактеристичан тремоло на дужим мелодијским тоновима. 

## Историјат инструмента
Непосредан претходник цимбала је, како је већ споменуто, средњовековни псалтеријум, и то један немачки тип овог инструмента (на италијанском: salterio tedesco), назван хакбрет (Hackbrett), код којега су жице већ тада, уместо трзања, ударане малим дрвеним палицама, језичастог облика - али који је од каснијег цимбала био знатно мањи и обично се носио окачен о врат. У даљем пореклу је, међутим, и та врста инструмента са подручја Блиског истока, одакле је у 12.веку доспела у Шпанију, па у западну и средњу Европу. Савршенији, клавирски инструменти са жицама нису дозволили хакбрету, као ни касније цимбалу, да заузму истакнутије место у музичкој пракси, па су се они одржали само у фолклору неких крајева и у музицирању појединих виртуоза. Међу њима је најзначајнији био Панталеон Хебнштрајт (Hebenstreit; 1669- 1750), који је и сам конструисао један тип великог цимбала, са два резонатора и 185 жица, па је по њему, као и по својевремено великој извођачкој слави његовог конструктора, цимбал задуго називао: панталеон (или панталон). Са друге стране, цимбал је доста рано, посредством Турака, доспео у мађарске и словачке крајеве (касније, мађарским утицајем, и у неке наше северне области), па се ту и до данас одржао, нарочито у ромским ансамблима, под називом: цимбалом. Отуда се понекад јавља, као носилац локалнога колорита, и у уметничкој музици појединих композитора, надахнутих фолклором (нпр. у свити " Хари Јанош" Золтана Кодаља; 1882-1967).